# Gravipalpus crassus
Gravipalpus crassus är en spindelart som beskrevs av Alfred Frank Millidge 1991. Gravipalpus crassus ingår i släktet Gravipalpus och familjen täckvävarspindlar.
Artens utbredningsområde är Peru. Inga underarter finns listade i Catalogue of Life.